# Nūrbolat Kūlymbetov
Noerbolat Bakbergenuly Koelimbetov (Kazachs: Нұрболат Бақбергенұлы Құлымбетов) (Taraz, 9 mei 1992) is een Kazachs voormalig professioneel wielrenner. Hij reed voornamelijk voor Continental Team Astana en liep in 2016 stage bij Astana Pro Team, maar wist hier geen contract in de wacht te slepen.

## Overwinningen
2012
5e etappe Heydar Aliyev Anniversary Tour
2014
7e etappe Vuelta a la Independencia Nacional
Puntenklassement Vuelta a la Independencia Nacional
2015
4e etappe Bałtyk-Karkonosze Tour
2016
Grote Prijs ISD

## Ploegen
- 2012 –  Continental Team Astana
- 2013 –  Continental Team Astana
- 2014 –  Continental Team Astana
- 2015 –  Seven Rivers Cycling Team (vanaf 28-5)
- 2016 –  Astana City
- 2016 –  Astana Pro Team (stagiair vanaf 1-8)
- 2017 –  Astana City

Axmetov · Ayazbajev · Benfatto · Bïjigitov · Davïdenok · Fedosejev · Gackïy · Galejev · Ïşanov · Koelimbetov · Majdos · Okïşev · Panassenko · Pernebekov · Qojatajev · Rive · Scartezzini · Semenov · Şemyakïn
Axmetov · Gackïy · Galejev · Koelimbetov · Koezmin · Lwşşenko · Miraliev · Natarov · Nikitin · Panassenko · Satlikov · Stalnov · Şteyn · Tsjsjerbinin · Tsoj · Zjoemakan
Agnoli · Aru · Ayazbajev · Boom · Capecchi · Cataldo · De Vreese · Fominykh · Fuglsang · Groezdev · Guardini · Hryvko · Kamışev · Kangert · Loetsenko · López · Malacarne · Nibali · Ömirzaqov · Qojatajev · Rosa · Sánchez · Scarponi · Smukulis · Tiralongo · Tlewbajev · Vanotti · Westra · Zacharov · Zejts · Bïjigitov (stagiair) · Koelimbetov (stagiair)
Axmetov · Gorboesjin · Koelimbetov · Koezmin · Lwşşenko · Natarov · Nikitin · Panassenko · Pronskïy · Satlikov · Şteyn · Tsjsjerbinin · Tsoj · Ulısbajev